# Stephen Kakfwi
Stephen Kakfwi, né le 7 novembre 1950 à Fort Good Hope, Territoires du Nord-Ouest, est un homme politique canadien. Il est le neuvième premier ministre des Territoires du Nord-Ouest. Son mandat de seize ans au sein du cabinet des Territoires du Nord-Ouest est le plus long de l'histoire des Territoires.

## Biographie

### Jeunesse
Stephen Kakfwi est né le 7 novembre 1950 dans un camp de brousse traditionnel déné à Fort Good Hope, dans les Territoires du Nord-Ouest, de parents esclaves. Ses parents étaient des Esclaves sans statut d'Indien parce que son grand-père avait renoncé à ses droits issus de traités afin de posséder des biens et de gérer une entreprise de traite des fourrures. À un jeune âge, Kakfwi a été envoyé dans des pensionnats à Inuvik, Yellowknife et Fort Smith. Au cours des années 1970, Kakfwi fréquente l'Université de l'Alberta pour obtenir un diplôme d'enseignant. Il retourne toutefois dans sa communauté de Fort Good Hope peu de temps après, alors que plusieurs autochtones commençaient à s'organiser politiquement pour exiger la reconnaissance de leur terre et de leurs droits à l'autodétermination,.

### Carrière politique
Durant les années 1970, la construction d'un pipeline dans la vallée du Mackenzie est proposée et Kakfwi met sur pied des organisations de Dénés et de Métis voulant contrecarrer le projet. À la suite d'une enquête commandée par le gouvernement fédéral, des recommandations contre la construction du pipeline sont formulées en 1977-1978, ce que Kakfwi considère comme une «marque d'honneur politique».
En 1980, Kakfwi se présente au poste de président de la Nation dénée, mais perd contre Georges Erasmus. Il réussit néanmoins à se faire élire au poste en 1983, à la suite de l'élection d'Erasmus comme Grand chef de l'Assemblée des Premières nations. Lors de sa présidence, Kakfwi crée l'Institut culturel des territoires déné et l'Indigenous Survival International, une organisation visant la reconnaissance des droits de chasse en Arctique,.
En 1987, Kakfwi est élu à l'Assemblée législative des Territoires du Nord-Ouest, représentant la circonscription de Sahtu, d'une superficie de 254 000 kilomètres carrés. Au cours de son mandat de seize ans à l'Assemblée législative, se terminant en 2003, Kakfwi a joué un rôle clé dans des initiatives allant du développement économique en encourageant la création d'industries de taillage et de polissage de diamants à proximité des mines de diamants locales, jusqu'à la promotion des droits des Autochtones, particulièrement lors de son mandat de premier ministre des Territoires du Nord-Ouest de 2000 à 2003. Son mandat de seize ans au sein du cabinet des Territoires du Nord-Ouest est le plus long de l'histoire des Territoires. Kakfwi continue de jouer un rôle actif dans le développement des Territoires du Nord-Ouest grâce à son poste de conseiller auprès du WWF-Canada .
En juillet 2017, il est nommé au Conseil consultatif de la Cour suprême par le premier ministre Justin Trudeau, avec le mandat de fournir une recommandation indépendante fondée sur le mérite visant à combler le poste bientôt vacant de juge en chef de la Cour suprême, à la suite du départ de Beverley McLachlin,,.

## Distinctions
En 1997, Kakfwi reçoit le Prix national d'excellence autochtone pour son service public et son rôle de chef de file dans le nord du Canada,.
En octobre 2013, il reçoit la Médaille du Gouverneur général du Nord par les mains de David Johnston.

## Vie privée
Stephen Kakfwi est marié à Marie Wilson et a trois enfants et quatre petits-enfants,,.